# Polinomiális tétel
A polinomiális vagy multinomiális tétel képlettel:
{\displaystyle (a_{1}+a_{2}+...+a_{k})^{n}=\sum _{i_{1}+i_{2}+...+i_{k}=n}{\frac {n!}{i_{1}!i_{2}!...i_{k}!}}\cdot a_{1}^{i_{1}}a_{2}^{i_{2}}...a_{k}^{i_{k}}}
Bizonyítás: ha elvégezzük az {\displaystyle (a_{1}+a_{2}+...+a_{k})^{n}} hatványozását, csupa n-edfokú tagokat fogunk kapni. Az n db zárójeles tényező összeszorzásakor meg fogjuk kapni az összes lehetséges n elemű ismétléses variációt. Pl. 5 tag esetén néhány: {\displaystyle (a_{1}\cdot a_{1}\cdot a_{2}\cdot a_{3}\cdot a_{1}+a_{1}\cdot a_{1}\cdot a_{1}\cdot a_{2}\cdot a_{3}+...stb.).} Mindegyiket csak egyszer kapjuk meg. Viszont mivel a szorzás kommutatív, ezért az előbbi példa esetében is látható, hogy mindkét tag ugyanazokat és ugyanannyi db tagot tartalmaz, csak más sorrendben. A végeredményben ezek tehát összevonhatók és valamilyen együtthatót kapnak - attól függően, hogy hány ilyen adott összetételű tagot vontunk össze. Így ahhoz, hogy egy valamilyen adott {\displaystyle a_{1}^{i_{1}}\cdot a_{2}^{i_{2}}\cdot a_{3}^{i_{3}}\cdot ...\cdot a_{k}^{i_{k}}} tag együtthatóját meg tudjuk mondani, ki kell számítani, hogy hány variáció tartalmaz pontosan {\displaystyle i_{1}} db {\displaystyle a_{1}} -et,{\displaystyle i_{2}} db {\displaystyle a_{2}} -t, ... , {\displaystyle i_{k}} db {\displaystyle a_{k}} -t.
Így tulajdonképpen az a kérdés, hogy az n db zárójeles tényezőből hányféleképp választható ki - egy adott formáció esetén - {\displaystyle i_{1}} db {\displaystyle a_{1}} , {\displaystyle i_{2}} db {\displaystyle a_{2}} , ... , {\displaystyle i_{k}} db {\displaystyle a_{k}} , ahol {\displaystyle i_{1}+i_{2}+...+i_{k}=n}, hiszen az n db zárójelből pontosan n db kiválasztást kell tenni. Ez a kiválasztás így írható fel:
{\displaystyle {n \choose i_{1}}\cdot {n-i_{1} \choose i_{2}}\cdot ...\cdot {n-i_{1}-i_{2}-...-i_{k-1} \choose i_{k}}={\frac {n!}{i_{1}!(n-i_{1})!}}\cdot {\frac {(n-i_{1})!}{i_{2}!(n-i_{1}-i_{2})!}}\cdot ...\cdot {\frac {(n-i_{1}-i_{2}-...-i_{k-1})!}{i_{k}!(n-i_{1}-i_{2}-...-i_{k})!}}={\frac {n!}{i_{1}!i_{2}!...i_{k}!}}.}
Ha tehát kiválasztjuk, hogy mely és hány db tagból hányféle variáció lehetséges, akkor egy ilyen összetételű tagnak {\displaystyle {\frac {n!}{i_{1}!i_{2}!...i_{k}!}}} lesz az együtthatója. Ha pedig az egész kifejezés összes tagjára, és azok együtthatóira vagyunk kíváncsiak, akkor ezt „el kell játszani” minden tag esetén, hisz minden tag összetétele más és más.
Ezért ezeket összegezni kell: {\displaystyle (a_{1}+a_{2}+...+a_{k})^{n}=\sum _{i_{1}+i_{2}+...+i_{k}=n}{\frac {n!}{i_{1}!i_{2}!...i_{k}!}}\cdot a_{1}^{i_{1}}a_{2}^{i_{2}}...a_{k}^{i_{k}}}, ami épp a kezdeti felírás jobb oldala; ezzel beláttuk a képlet igaz voltát.

## Példák
- {\displaystyle (a+b)^{3}} esetén mennyi lesz az {\displaystyle a^{2}b} együtthatója?

A képlet alapján: {\displaystyle {\frac {3!}{2!1!}}=3}, ami ilyen egyszerű esetben minden tag minden taggal való összeszorzásából vagy a binomiális tételből (ami a polinomiális tétel speciális esete) vagy a Pascal-háromszögből szintén meghatározható.
- Mennyi {\displaystyle (a+b+c+d+f)^{9}} esetén az {\displaystyle a^{3}bc^{2}d^{2}f} tag együtthatója? A válasz a képlet alapján: {\displaystyle {\frac {9!}{3!1!2!2!1!}}=15120}.